# Nagore Folgado García
Nagore Folgado García (València, 23 de març de 2004) és una atleta valenciana.
Nagore tenia dos anys quan li varen detectar un tumor en els dos ulls (retinoblastoma), va ser tractada en diferents hospitals com el de la Fe de València i a Barcelona durant uns quants anys. Els metges no confiaven en que poguera anar en bicicleta, activitat que va poder realitzar fins als 13 anys, aproximadament.
S'inicia en l'atletisme adaptat i des de ben jove va anar batent rècords d'Espanya de les diferents categories, Sub-14, Sub-16 i Sub-18 com a velocista. El 2021 participa en els Jocs Paralímpics de Tòquio aconseguint una huitena posició en la final. Va aconseguir l'or i el bronze en els 100 i 200 metres del campionat d'Europa disputat en 2021 a Polònia, i el 2023 va obtenir el bronze en els 100 metres del Mundial de París al costat de la seua guia.

## Palmarés
- Paralímpica // Jocs de Tokio 2020 (Semifinalista)

- Campiona d'Europa // 100m T12 (26,19) en Bydgoszcz (Polònia) 2021
- Subcampiona d'Europa // 200m T12 (12,72) en Bydgoszcz (Polònia) 2021
- Campiona d'Espanya absoluta //100m llisos en 2020.
- Mundialista absoluta // Dubai 2019
- Doble medalla d'or // 100m i 200m llisos T12, en el campionat del Món júnior de Suïssa.